# Déjà Vu (televisieserie)
Déjà Vu is een Vlaamse fictiereeks geregisseerd door Raf Reyntjens. Deze serie werd op 15 maart 2021 exclusief uitgebracht op Streamz. Deze serie zal later te zien zijn op Play4.
De reeks werd opgenomen in het najaar van 2020 tijdens de coronapandemie. Dit had als gevolg dat tijdens de opnames de geldende coronamaatregelen dienden gevolgd te worden om eventuele besmettingen te vermijden. Déjà Vu is een adaptatie van de Canadese reeks Plan B.

## Verhaal
Florence Fierens, een drukbezette carrièrevrouw en radiohost heeft een eigen ochtendshow en bereikt een nationaal publiek. Ze zet zich in voor vrouwenrechten en tegen huiselijk geweld. Op het moment dat haar 15-jarige dochter onverwacht uit het leven stapt komt haar ogenschijnlijk zorgeloze leven helemaal op zijn kop te staan.
In haar verdriet gaat Florence op zoek naar antwoorden samen met haar ex-man en zoon. Hieruit blijkt dat haar leven niet zo perfect blijkt te zijn als ze zichzelf voorhield. Wanneer Florence opnieuw oog in oog kan staan met haar levende dochter, exact één maand voor haar overlijden, beseft ze dat ze toch nog een tweede kans krijgt om haar verleden te herbeleven.

## Afleveringen
| Aflevering | Titel                   |
| ---------- | ----------------------- |
| 1          | Zonsverduistering       |
| 2          | Ontsnapt                |
| 3          | De Wereld aan je Voeten |
| 4          | Vrije Val               |
| 5          | Rewrite History         |
| 6          | Mama                    |

## Rolverdeling
| Acteur                  | Personage            |
| ----------------------- | -------------------- |
| Natali Broods           | Florence Fierens     |
| Clara Cleymans          | Lili Laleue          |
| Koen De Graeve          | Nick De Clerck       |
| Janne Desmet            | Cato                 |
| Juliette Metten         | Lou (klein)          |
| Boris Van Severen       | Manu                 |
| Xenia Borremans         | Lou                  |
| Willem De Schryver      | Max                  |
| Steve Geerts            | Kurt                 |
| Yannick Jozefzoon       | Jef                  |
| Barbara Sarafian        | Helena               |
| Paola Zampierolo        | Nora                 |
| Lukas Bulteel           | Lex                  |
| L'Hamiti Izzy Ismail    | Mo                   |
| Erin Yearsley           | Gaby                 |
| Sven De Ridder          | Gunther              |
| Jules Dezuttere         | Max (klein)          |
| Anne-Laure Vandeputte   | Steffi               |
| Gene Bervoets           | Michel               |
| Katelijne Damen         | Estelle              |
| Mallik Mohammed         | Amir                 |
| Marie Spits             | Anna                 |
| Lucas Van den Eynde     | Minister             |
| Viv Van Dingenen        | Suzanne              |
| Joke Van Robbroeck      | Juf                  |
| Lander Cornelis         | Dierenarts           |
| Aminata Demba           | dokter Barry         |
| Leen Diependaele        | dokter               |
| Pieter Genard           | Rechercheur          |
| Femke Heijens           | Psychologe           |
| Hanna Mensink           |                      |
| Akram Saibari           | Ambulancier          |
| Maya Sannen             | Agent                |
| Tim Van Hoecke          | Psychiater           |
| Charlotte Vandermeersch | Eveline              |
| Michael Vergauwen       |                      |
| Robbert Vervloet        | leerlingenbegeleider |